# HMS Aylmer (K463)
HMS Aylmer (K463) là một tàu frigate lớp Captain của Hải quân Hoàng gia Anh hoạt động trong Chiến tranh Thế giới thứ hai. Nó nguyên được Hoa Kỳ chế tạo như chiếc USS Harmon (DE-72), một tàu hộ tống khu trục lớp Buckley, và chuyển giao cho Anh Quốc theo Chương trình Cho thuê-Cho mượn (Lend-Lease). Tên nó được đặt theo Chuẩn đô đốc Matthew Aylmer (1650-1720), hạm trưởng chiếc HMS Royal Katherine và từng tham gia cuộc Chiến tranh Chín Năm. Nó đã phục vụ cho đến khi chiến tranh kết thúc tại Châu Âu, hoàn trả cho Hoa Kỳ năm 1945, và cuối cùng bị bán để tháo dỡ vào năm 1946.

## Thiết kế và chế tạo
Buckley là một trong số sáu lớp tàu hộ tống khu trục được Hải quân Hoa Kỳ chế tạo nhằm đáp ứng nhu cầu hộ tống vận tải trong Thế Chiến II, sau khi Hoa Kỳ chính thức tham chiến vào cuối năm 1941. Chúng hầu như tương tự nhau, chỉ với những khác biệt về hệ thống động lực và vũ khí trang bị. Động cơ của phân lớp Backley bao gồm hai turbine hơi nước General Electric để dẫn động hai máy phát điện vận hành hai trục chân vịt, và dàn vũ khí chính bao gồm 3 khẩu pháo pháo 3 in (76 mm)/50 cal.
Những chiếc phân lớp Buckley (TE) có chiều dài ở mực nước 300 ft (91 m) và chiều dài chung 306 ft (93 m); mạn tàu rộng 37 ft 1 in (11,30 m) và độ sâu mớn nước khi đầy tải là 11 ft 3 in (3,43 m). Chúng có trọng lượng choán nước tiêu chuẩn 1.430 tấn Anh (1.450 t); và lên đến 1.823 tấn Anh (1.852 t) khi đầy tải. Hệ thống động lực bao gồm hai nồi hơi và hai turbine hơi nước General Electric công suất 13.500 mã lực (10.100 kW), dẫn động hai máy phát điện công suất 9.200 kilôwatt (12.300 hp) để vận hành hai trục chân vịt;  công suất 12.000 hp (8.900 kW) cho phép đạt được tốc độ tối đa 23 kn (26 mph; 43 km/h). Con tàu mang theo 359 tấn Anh (365 t) dầu đốt, cho phép di chuyển đến 6.000 nmi (6.900 mi; 11.000 km) ở vận tốc đường trường 12 kn (14 mph; 22 km/h).
Vũ khí trang bị bao gồm pháo 3 in (76 mm)/50 cal trên ba tháp pháo nòng đơn đa dụng (có thể đối hạm hoặc phòng không), gồm hai khẩu phía mũi và một khẩu phía đuôi. Vũ khí phòng không tầm gần bao gồm hai pháo Bofors 40 mm và tám pháo phòng không Oerlikon 20 mm. Con tàu có ba ống phóng ngư lôi Mark 15 21 inch (533 mm). Vũ khí chống ngầm bao gồm một dàn súng cối chống tàu ngầm Hedgehog Mk. 10 (có 24 nòng và mang theo 144 quả đạn); hai đường ray Mk. 9 và bốn máy phóng K3 Mk. 6 để thả mìn sâu. Thủy thủ đoàn đầy đủ bao gồm 200 sĩ quan và thủy thủ.
Con tàu được đặt lườn như là chiếc DE-71 tại xưởng tàu của hãng Bethlehem-Hingham Steel Shipyard ở Hingham, Massachusetts vào ngày 12 tháng 4, 1943, được đặt tên Harmon vào ngày 18 tháng 5, 1943 và được hạ thủy vào ngày 10 tháng 7, 1943, được đỡ đầu bởi bà E. M. Mackay. Tuy nhiên trước đó nó đã được chuyển giao cho Anh Quốc vào ngày 10 tháng 6, 1943, và nhập biên chế cùng Hải quân Anh như là chiếc HMS Aylmer (K462) vào ngày 30 tháng 9, 1943 dưới quyền chỉ huy của Hạm trưởng, Thiếu tá Hải quân Allan Donald Peter Campbell.

## Lịch sử hoạt động
Aylmer đã đặt căn cứ tại Belfast, Bắc Ireland và phục vụ tuần túy cùng Đội hộ tống 5 khi tham gia các chiến dịch Đại Tây Dương trong tháng 5, 1944, Chiến dịch Neptune (cuộc đổ bộ Normandy) vào tháng 6, Chiến dịch Goodwood tại biển Barents vào tháng 8, cùng các chuyến hộ tống tại Naples thuộc Địa Trung Hải trong tháng 9.
Trong khuôn khổ Chiến dịch Goodwood với ý định tiêu diệt thiết giáp hạm Đức Tirpitz đang ẩn náu trong vũng biển Altafjord, Na Uy, các tàu sân bay hộ tống Trumpeter (D09) và Nabob (D77), được Aylmer hộ tống, đã được phái đến biển Barents. Vào ngày 22 tháng 8, Nabob trúng ngư lôi, và chỉ mười phút sau đến phiên tàu hộ tống khu trục Bickerton, lúc này dưới quyền chỉ huy của Trung tá Hải quân Donald MacIntyre kiêm nhiệm Tư lệnh Đội hộ tống 5; cả hai cuộc tấn công đều xuất phát từ tàu ngầm U-354, sử dụng kiểu ngư lôi dò âm G7es (T5). Nabob tiếp tục di chuyển được bằng chính hệ thống động lực của mình với tốc độ trung bình 10 kn (19 km/h), và được hộ tống rút lui về Rosyth. Sau khi những nỗ lực nhằm cứu Bickerton được xem là quá mạo hiểm, nó bị tàu khu trục HMS Vigilant phóng ba quả ngư lôi đánh chìm, và Trung tá MacIntyre sau đó chuyển cờ hiệu của mình sang Aylmer.
Vào ngày 26 tháng 1, 1945, Aylmer phối hợp với các tàu chị em Bentinck (K314), Calder (K349) và Manners (K568) trong hoạt động truy tìm và đánh chìm tàu ngầm U-1051 trong vùng biển Ireland về phía Nam ở tọa độ 53°39′B 05°23′T / 53,65°B 5,383°T; toàn bộ 47 thành viên thủy thủ đoàn của U-1051 đều tử trận. Trong quá trình tấn công U-1051 bị buộc phải nổi lên mặt nước, và sau khi cả bốn chiếc frigate nả pháo 3 in (76 mm)/50 caliber vào đối thủ không có hiệu quả, Aylmer dưới quyền chỉ huy của Trung tá B. W. Taylor đã chủ động húc để đánh chìm U-1051, cho dù phương thức tấn công này không được Bộ Hải quân Anh khuyến khích trừ trường hợp rất khẩn cấp.
Với mũi tàu bị hư hại sau cú húc, Aylmer được HMS Bligh và HMS Tyler hộ tống đi đến Holyhead, Wales để sửa chữa. Tuy nhiên do xưởng tàu tại đây quá nhỏ không có đủ khả năng, nó tiếp tục đi đến đến Liverpool. Khi công việc hoàn tất vào đầu tháng 4, nó quay lại tiếp nối vai trò soái hạm của Đội hộ tống 5. Nó đang có mặt tại cảng nhà Belfast vào ngày 8 tháng 5 khi chiến tranh kết thúc tại châu Âu, và đến ngày 10 tháng 5, nó được phái đến Loch Alsh, Scotland để hỗ trợ hoạt động bắt giữ thủy thủ đoàn các tàu ngầm U-boat.
Aylmer được chính thức hoàn trả cho Hoa Kỳ tại Xưởng hải quân New York vào ngày 5 tháng 11, 1945, nhằm giảm bớt chi phí mà Anh phải trả cho Hoa Kỳ trong Chương trình Cho thuê-Cho mượn (Lend-Lease). Con tàu được rút tên khỏi danh sách Đăng bạ Hải quân Hoa Kỳ vào ngày 19 tháng 12, 1945, rồi được bán cho John J. Witto tại Staten Island, New York vào ngày 9 tháng 6, 1947 để tháo dỡ.